# Рельсовый транспорт
Ре́льсовый тра́нспорт — вид транспорта, предназначенный для передвижения по специальным дорогам с направляющими — рельсами.

## Классификация
Различают рельсовые транспортные средства:
- обычного типа, которые перемещаются по обычным двухрельсовым железным дорогам нормальной колеи. К ним относятся самодвижущиеся рельсовые транспортные средства, включая локомотивы паровозы, тепловозы, электровозы, газотурбовозы и теплопаровозы, электропоезда, автомотрисы, дрезины, дизель-поезда, трамваи и метрополитен; прицепные рельсовые транспортные средства: вагоны и так далее;
- узкоколейные — для работы на вспомогательных двухрельсовых железных дорогах с уменьшенной колеёй;
- универсальные или комбинированные (локомобили) — для маневровой и(или) ремонтной работы как на железнодорожных путях, так и безрельсовых дорогах;
- Монорельс — рельсовое транспортное средство, приспособленное для передвижения по дороге особой конструкции с единственным направляющим рельсом.

Кроме того, к рельсовым транспортным средствам относят высокоскоростные поезда на магнитной подушке и иногда высокоскоростные поезда на воздушной подушке, отличающиеся принципиально иной конструкцией «движитель—дорога».

## Трамвай
Трамва́й — вид уличного и частично уличного рельсового общественного транспорта для перевозки пассажиров по заданным маршрутам (обычно на электротяге), используемый преимущественно в городах. Трамвай является одним из старейших видов городского пассажирского общественного транспорта, из существующих в начале XXI века
и возник в первой половине XIX века — первоначально на конной тяге.
Электрический трамвай появился в конце XIX века — в 1881 году в Германии. После расцвета, начался упадок трамвая, однако уже с 1970-х годов вновь наблюдается значительный рост популярности трамвая, в том числе благодаря высокой провозной способности и экологичности данного вида транспорта.

## Метрополитен
Метрополите́н (метро́) — дословно «столичная железная дорога» — в традиционном понимании городская внеуличная железная дорога с курсирующими по ней маршрутными поездами для перевозки пассажиров, инженерно отделённая от любого другого транспорта и пешеходного движения.